# 捕食者系魔法少女
《捕食者系魔法少女》是自2023年起連載於KAKUYOMU的日本輕小說，バショウ科バショウ属原著、丸智之改編成漫畫並在《GANGAN ONLINE》平台上連載。本作以人類受到異世界怪物威脅的世界作為背景，講述魔法少女控制昆蟲吞噬怪物的故事。

## 登場人物

### 主要人物
東蓮花
本作主角，節肢動物系魔法少女。魔法少女編號13，被其他魔法少女稱為「銀色之蓮」。轉生者，前世是一名男性。
天藍諾娃
魔法少女編號4，東蓮花的忠實粉絲。
黃金蓓蕾
本名金城靜華，蓮花的同班同學。魔法少女編號8，外表與修女相似。外號「要塞」。

## 出版書籍

### 輕小說
| 卷數 | 角川新文芸     | 角川新文芸             |
| 卷數 | 發售日期       | ISBN                   |
| ---- | -------------- | ---------------------- |
| 1    | 2024年3月29日  | ISBN 978-4-047-37846-9 |
| 2    | 2024年10月30日 | ISBN 978-4-047-38066-0 |
| 3    | 2025年4月30日  | ISBN 978-4-047-38317-3 |

### 漫畫
| 卷數 | 史克威尔艾尼克斯 | 史克威尔艾尼克斯       |
| 卷數 | 發售日期         | ISBN                   |
| ---- | ---------------- | ---------------------- |
| 1    | 2025年5月12日    | ISBN 978-4-757-59854-6 |

## 外部連結
- KAKUYOMU- 小說（日語）
- 捕食者系魔法少女 - Fami通文庫
- 捕食者系魔法少女 （页面存档备份，存于） - GANGAN ONLINE